# Коханий Артем Миколайович
Арте́м Микола́йович Коха́ний — майор прикордонних військ.

## З життєпису
Заступник коменданта із матеріально-технічного забезпечення Мукачівської оперативної бойової комендатури Мукачівського прикордонного загону Державної прикордонної служби України.
Допомагав волонтерам доставляти в зону проведення бойових дій гуманітарні вантажі. На той час перебував у зоні бойових дій вдруге. В ніч на 14 листопада 2014 року в місті Курахове Артем Коханий став свідком протиправних дій бандитів, які відібрали автомобіль у водія місцевого таксі. Прикордонник став на заваді їх злочинним діям, за що й поплатився життям, був вбитий трьома пострілами впритул. Як повідомили у Мар'їнському РВ ГУМВС України в Донецькій області, в ніч з 13 на 14 листопада 2014 року Артем Коханий перебував на проспекті Маяковського у місті Курахове. Приблизно о 00:45 до нього під'їхала машина марки «ВАЗ-21099». Невідомі особи прямо з салону автомобіля тричі вистрелили у прикордонника, після чого зникли з місця злочину. Бандитів затримали по гарячих слідах.
Вдома лишилися дружина, маленька донька. Похований у Сумах, Центральне кладовище, Алея поховань Почесних громадян.

## Вшанування
У вересні 2015 року в сумській ЗОШ № 25 відкрито меморіальну дошку на вшанування пам'яті випускників школи, що загинули в боях — Артема Коханого, Олексія Калюжного, Романа Харченка.
Почесний громадянин Сум.